# Delottococcus confusus
Delottococcus confusus är en insektsart som först beskrevs av De Lotto 1977.  Delottococcus confusus ingår i släktet Delottococcus och familjen ullsköldlöss. Inga underarter finns listade i Catalogue of Life.